# Milz

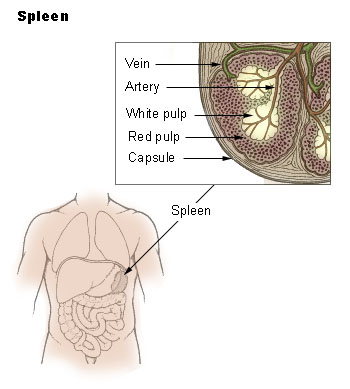
Lage und (grobes) Schema der Milz

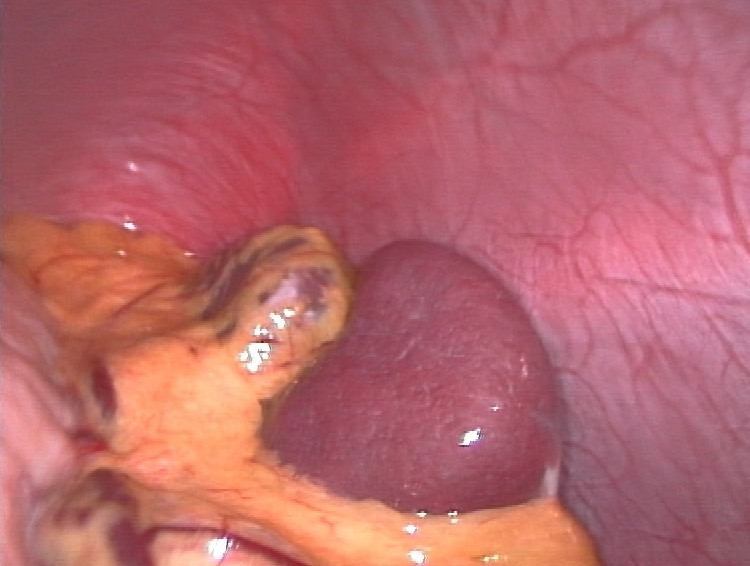
Laparoskopische Ansicht einer menschlichen Milz

Die Milz (lateinisch lien, Maskulinum, altgriechisch σπλήν splēn) ist ein in den Blutkreislauf eingeschaltetes Organ des lymphatischen Systems und liegt in der Bauchhöhle in der Nähe des Magens. Die Milz hat drei grundlegende Aufgaben: Zum einen dient sie der Vermehrung der zu den weißen Blutkörperchen gehörenden Lymphozyten und spielt daher eine Rolle bei der Abwehr körperfremder Stoffe (Antigene), zweitens ist sie ein wichtiger Speicherort für die ebenfalls zu den weißen Blutkörperchen zählenden Monozyten, drittens dient sie der Aussonderung überalterter roter Blutkörperchen. In der späten Fetalentwicklung und bei jungen Säugetieren spielt die Milz darüber hinaus auch eine Rolle bei der Bildung roter Blutkörperchen.

## Etymologie
Das im Neuhochdeutschen weibliche Wort Milz (mittelhochdeutsch noch männlich milz neben milze) geht auf althochdeutsch milzi (Neutrum) zurück und ist einer der ausgeprägtesten „Geschlechtswechsler“ unter den deutschen anatomischen Bezeichnungen. Als „erweichende, schmelzende Drüse“ ist das Wort verwandt mit „Malz“, somit ableitbar von einer germanischen Wortwurzel *melt- (vgl. englisch melt und altnordisch melta: „sich auflösen, zerfließen“), und „schmelzen“ (vgl. angelsächsisch meltan „schmelzen, verbrennen, verdauen“).

## Anatomie

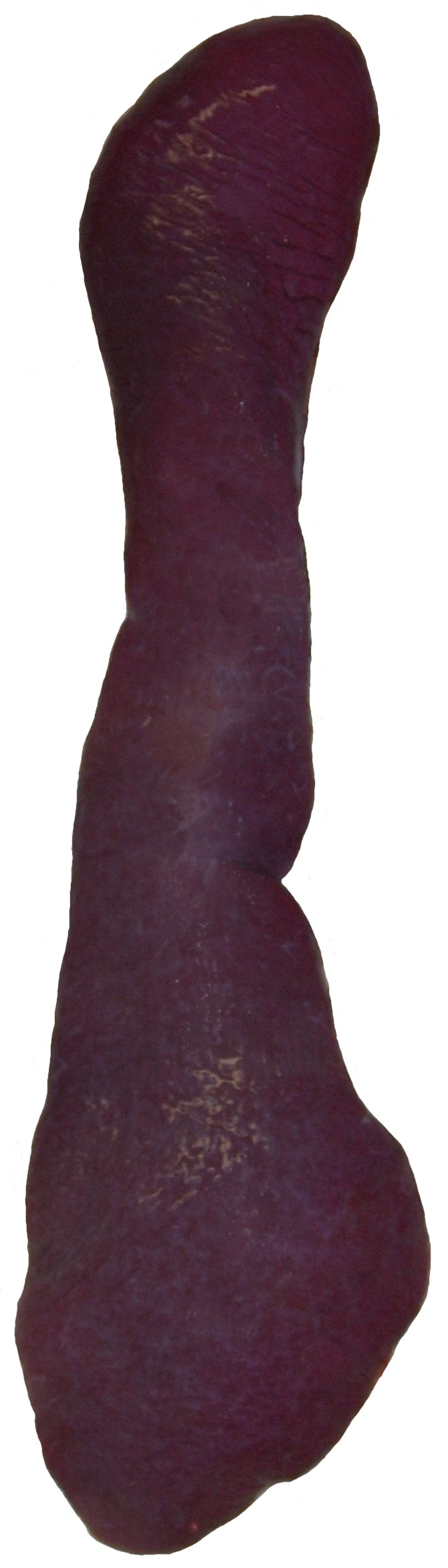
Milz einer Katze, real 8 cm lang

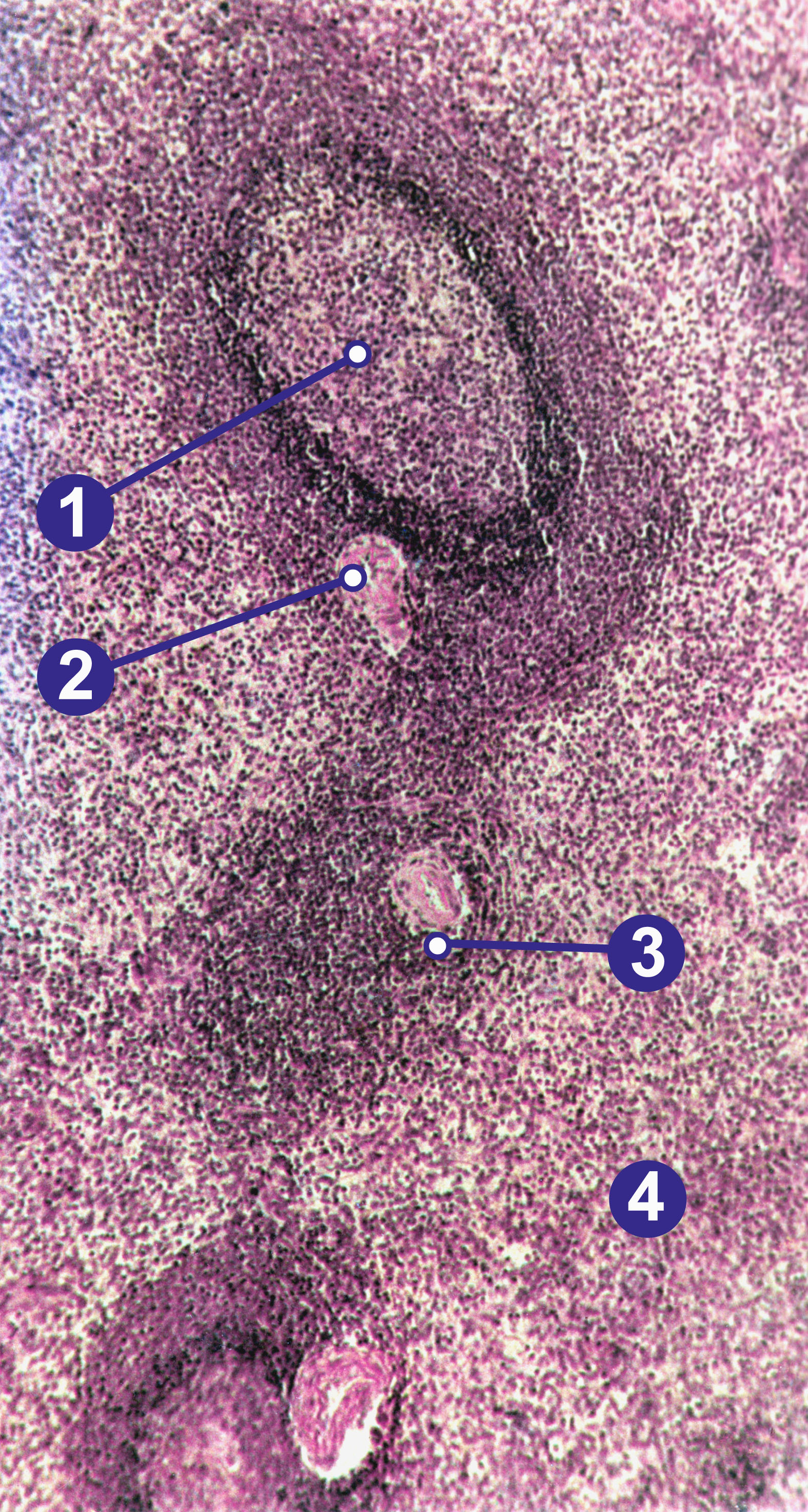
Feinaufbau der Milz: (1) Sekundärer Lymphfollikel (weiße Pulpa), (2) Zentralarterie, (3) Periarterielle Lymphscheide, (4) rote Pulpa

Die Milz ist beim Menschen ein etwa 11 cm × 7 cm × 4 cm großes („Siebenundvierzig-Elf-Regel“) und 150–200 g schweres Organ, das im linken Oberbauch unterhalb des Zwerchfells, hinter dem Magen und oberhalb der linken Niere liegt. Bei Säugetieren kann die Milz erhebliche Ausmaße einnehmen, beim Pferd ist sie 50 cm lang. Bei Vögeln ist die Milz kugelförmig. Sie ist das größte lymphoretikuläre Organ mesodermaler Herkunft, das in Segmente unterteilt ist.
Beim Menschen unterscheidet man die konkave Eingeweidefläche (Facies visceralis) und die konvexe Zwerchfellfläche (Facies diaphragmatica). Getrennt werden diese Flächen durch den dorsalen, stumpfen Rand  (Margo inferior obtusus) und den ventralen, scharfen, häufig gekerbten Rand (Margo superior acutus). Auf der Facies visceralis liegt der Milzhilus (Hilus lienis) – eine meist V-förmige Struktur, durch die Gefäße und Nerven ziehen. Vom Hilus ziehen die vordere Bauchfellfalte (Ligamentum gastrosplenicum) zur großen Kurvatur des Magens sowie die hintere Bauchfellfalte (Ligamentum phrenicolienale) zum Zwerchfell.
Die Milz wird von einer bindegewebigen, von Peritonealepithel bedeckten Kapsel umgeben, von der ein bälkchenartiges (trabekuläres) Bindegewebsgerüst und einige glatte Muskelzellen in das Parenchym, die Milzpulpa (von lateinisch pulpa „Fruchtfleisch“), einstrahlen. Sie liegt also intraperitoneal.
Die Milz vereint in Bau und Struktur zwei Organe. Die weiße Pulpa als Innenorgan übernimmt als lymphatisches Organ immunologische Aufgaben. Die rote Pulpa entfernt schädliche Partikel aus dem Blut mittels ihrer Fresszellen (Phagozyten), die als Uferzellen die Sinusoide auskleiden. Sie speichert auch weiße Blutkörperchen und Blutplättchen, welche sie ausschütten kann.
Das dichtmaschige Retikulum enthält die makroskopisch weißlichen und in ihrer Gesamtheit als weiße Pulpa (Pulpa alba) bezeichneten Milzknötchen (Milzfollikel), auch bekannt als Malpighi-Körperchen (benannt nach dem Anatomen Marcello Malpighi, der sich insbesondere mit der Milz beschäftigte). Es handelt sich dabei um Lymphfollikel, bestehend aus lymphatischem Gewebe mit B-Lymphozyten. Zudem gehören zur weißen Pulpa die um die Gefäße angeordneten periarteriellen lymphatischen Scheiden (PALS) mit T-Lymphozyten. Der Endabschnitt einer Arterie nach der Passage durch ein Milzknötchen verzweigt sich pinselartig in zwei bis drei Kapillaren und wird daher als Pinselarteriole bezeichnet. Sie setzen sich in die Hülsenkapillaren der roten Milzpulpa fort.
Der Raum zwischen den Knötchen ist von einem weitmaschigen Retikulum ausgefüllt, das von Blut durchströmt und als rote Pulpa (Pulpa rubra) bezeichnet wird. Das Blut der Pinselarteriolen führt über Kapillaren, die von einer Schicht phagozytierender Zellen (Makrophagen, Retikulumzellen) und argyrophilen Fasern umgeben sind (Schweigger-Seidel-Hülse) und deshalb als Hülsenkapillaren bezeichnet werden. Von hier aus gelangt das Blut entweder in die Blutsinus oder die Interzellularräume. Um die Blutsinus  verlaufen Retikuläre Fasern, beim Menschen quer zur Längsachse der Sinus, und umgreifen diese. Sie werden daher auch als Ringfasern bezeichnet. In der roten Pulpa werden gealterte rote Blutkörperchen (Erythrozyten) abgebaut, indem sie sich durch das enge bindegewebige Netzwerk der Milzstränge zwängen. Alte Erythrozyten sind nicht mehr so gut verformbar wie junge und verfangen sich in den Maschen. Schließlich werden sie von Makrophagen (Fresszellen) beseitigt. In den unter der Milzkapsel gelegenen Arealen der roten Pulpa werden Monozyten in größeren Zellansammlungen gespeichert.
Die Blutversorgung erfolgt über die am Gefäßpol (Hilus) eintretende Arteria splenica. Sie verzweigt sich in Trabekel- und Balkenarterien, aus denen die im Zentrum der Milzfollikel mündenden Zentralarterien hervorgehen. Die Vena splenica (auch Vena lienalis) führt Blut zur Pfortader (Vena portae) ab. Der Lymphabfluss erfolgt über die Milzlymphknoten.

## Nebenmilzen
Bei einigen Individuen existieren neben der „Hauptmilz“ eine oder mehrere Nebenmilzen (Splen accessorius). Das Vorkommen mehrerer Milzen nennt man Polylienie. Nebenmilzen sind kleine knötchenförmige Organe aus Milzgewebe, mit gleichem Feinbau und Funktion. Das kommt bei 5–30 % der untersuchten Menschen vor. Sie befinden sich meistens in der Nähe der Milzpforte (Hilum  splenicum), am Schwanz der Bauchspeicheldrüse, im Ligamentum gastrosplenicum (Band zwischen Magen und Milz) oder im großen Netz.
Klinisch relevant werden sie, wenn eine operative Entfernung der Milz (Splenektomie) nötig ist, da einige Krankheiten erst dann erfolgreich abheilen können, wenn sämtliche Milzen entfernt wurden.

## Die wichtigsten Aufgaben der Milz
In der Milz werden überalterte und in ihrer Verformbarkeit veränderte oder durch Membran- oder Enzymdefekte geschädigte Blutzellen, vor allem rote Blutkörperchen (Erythrozyten) und Blutplättchen (Thrombozyten), phagozytiert und durch Makrophagen abgebaut. Auch Zellen, die mit Antikörpern beladen sind, Mikroorganismen, Immunkomplexe, Fibrinmonomere, kolloidale und andere Partikel werden auf diese Weise ausgesondert.
Im Rahmen der Immunabwehr findet in der Milz die antigeninduzierte Differenzierung und Vermehrung von B- und T-Lymphozyten statt.
Bei Föten und Kindern bis zum sechsten Lebensjahr ist die Milz wesentlich an der Bildung der roten Blutkörperchen beteiligt. Bei Erkrankungen des blutbildenden Knochenmarks kann die Milz auch im Alter wieder zu einem blutbildenden Organ werden.

## Untersuchungsmöglichkeiten der Milz
Die Milz ist nur bei deutlicher Vergrößerung unter dem linken Rippenbogen tastbar. Als bildgebende Verfahren werden Ultraschall, kontrastmittelverstärkter Ultraschall, Computertomographie (CT, siehe Tigermilz) und Magnetresonanztomographie (NMR, MRT) eingesetzt. Mit einer Angiographie lassen sich die Milzgefäße darstellen. Eine Biopsie der Milz zur Gewebsuntersuchung ist unüblich und gefährlich, da die Milz ein gut durchblutetes Organ ist.

## Krankheiten der Milz

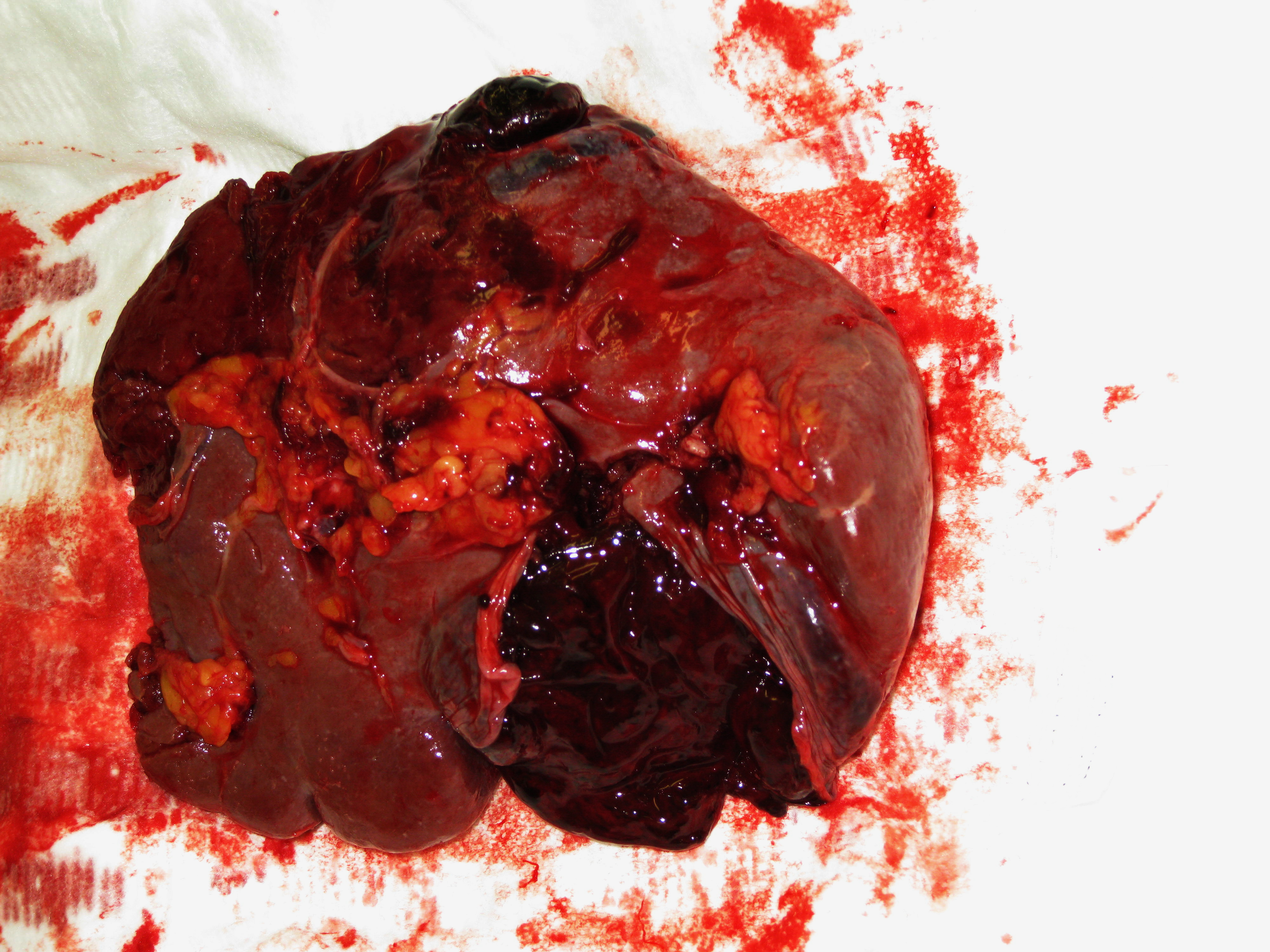
Zweizeitige Milzruptur (Operationspräparat nach Splenektomie)

Die Milz ist ein Organ, das selten Probleme bereitet. Erkrankungen der Milz werden allgemein als Splenopathie bezeichnet. Eine gefährliche Situation ist die Milzverletzung mit Milzruptur beim stumpfen Bauchtrauma, Schuss- oder Stichverletzungen oder Rippenbrüchen links, da hierbei die Möglichkeit der Verblutung in die Bauchhöhle besteht.
Weitere Erkrankungen sind:
- Milzentzündung (Splenitis)
- Milzvergrößerung (Splenomegalie): Eine Milzvergrößerung kann viele Ursachen haben. Unter anderem kann sie ein Zeichen einer Leukämie, einer Malaria-Infektion oder einer Viruserkrankung (z. B. Epstein-Barr-Virus-Infektion) sein.
- Hypersplenismus, die übermäßig gesteigerte Funktion einer vergrößerten Milz
- Milztumoren und Milzmetastasen
- Wandermilz (Lien mobilis): Bezeichnung für eine nach unten verlagerte Milz, deren Verlagerung unter anderem durch eine krankhafte Vergrößerung der Milz oder eine Absenkung der Eingeweide verursacht werden kann.[9][10]
- Milzinfarkt (Gewebeuntergang aufgrund erheblich gestörter Blutversorgung)
- Amyloidose der Lymphfollikel (Sagomilz)
- Postsplenektomie-Syndrom (OPSI-Syndrom, overwhelming postsplenectomy infection): septische Erkrankung nach Entfernung der Milz (Splenektomie)

Bei Menschen mit funktionsunfähiger oder fehlender (Asplenie) Milz besteht eine Abwehrschwäche vor allem für bekapselte Bakterien (z. B. Haemophilus influenzae B, Pneumokokken). Bei diesen Menschen kommt es in seltenen Fällen zu einem OPSI-Syndrom, d. h. einer schnell verlaufenden bakteriellen Infektion und Sepsis mit hoher Sterblichkeit.

## Verwendung
In manchen Fällen wird die Milz vom Schwein oder Rind auch in der Küche verwendet, z. B. bei der Milzwurst oder beim Alt-Wiener Suppentopf. Hier wird die Milz zusammen mit Rindfleisch kalt aufgesetzt und zwei bis vier Stunden geköchelt.